# Liste des unités de Virginie-Occidentale de la guerre de Sécession
La Virginie-Occidentale, qui déclare son indépendance de la Virginie pour adhérer à l'Union, fournit des unités à l'armée de l'Union pendant la guerre de Sécession. Les unités levées dans les comtés occidentaux avant la création de l'état de Virginie-Occidentale, sont souvent connues comme celles des habitants fidèles de la Virginie, qui ont formé le gouvernement restauré de la Virginie à Wheeling, en Virginie-Occidentale. L'état donne certains des régiments les plus hautement décorés de l'armée de l'Union.

## Unités d'infanterie
- 1st West Virginia Volunteer Infantry Regiment - premier régiment d'infanterie des volontaires de Virginie-Occidentale (3 mois)
- 1st West Virginia Volunteer Infantry Regiment  - premier régiment d'infanterie des volontaires de Virginie-Occidentale (3 ans)
- 1st West Virginia Veteran Volunteer Infantry Regiment -  - premier régiment d'infanterie des volontaires vétérans de Virginie-Occidentale
- 2nd West Virginia Volunteer Infantry Regiment -  - deuxième régiment d'infanterie des volontaires de Virginie-Occidentale
- 2nd West Virginia Veteran Volunteer Infantry Regiment - deuxième régiment d'infanterie des volontaires vétérans de Virginie-Occidentale
- 3rd West Virginia Volunteer Infantry Regiment - troisième régiment d'infanterie des volontaires de Virginie-Occidentale
- 4th West Virginia Volunteer Infantry Regiment - quatrième régiment d'infanterie des volontaires de Virginie-Occidentale
- 5th West Virginia Volunteer Infantry Regiment - cinquième régiment d'infanterie des volontaires de Virginie-Occidentale
- 6th West Virginia Volunteer Infantry Regiment - sixième régiment d'infanterie des volontaires de Virginie-Occidentale
- 7th West Virginia Volunteer Infantry Regiment - septième régiment d'infanterie des volontaires de Virginie-Occidentale
- 8th West Virginia Volunteer Infantry Regiment - huitième régiment d'infanterie des volontaires de Virginie-Occidentale
- 9th West Virginia Volunteer Infantry Regiment - neuvième régiment d'infanterie des volontaires de Virginie-Occidentale
- 10th West Virginia Volunteer Infantry Regiment - dixième régiment d'infanterie des volontaires de Virginie-Occidentale
- 11th West Virginia Volunteer Infantry Regiment - onzième régiment d'infanterie des volontaires de Virginie-Occidentale
- 12th West Virginia Volunteer Infantry Regiment - douzième régiment d'infanterie des volontaires de Virginie-Occidentale
- 13th West Virginia Volunteer Infantry Regiment - treizième régiment d'infanterie des volontaires de Virginie-Occidentale
- 14th West Virginia Volunteer Infantry Regiment - quatorzième régiment d'infanterie des volontaires de Virginie-Occidentale
- 15th West Virginia Volunteer Infantry Regiment - quinzième régiment d'infanterie des volontaires de Virginie-Occidentale
- 16th West Virginia Volunteer Infantry Regiment - seizième régiment d'infanterie des volontaires de Virginie-Occidentale
- 17th West Virginia Volunteer Infantry Regiment - dix-septième régiment d'infanterie des volontaires de Virginie-Occidentale
- Independent Battalion West Virginia Infantry -bataillon indépendant d'infanterie de Virginie-Occidentale
- 1st Independent Company Loyal Virginians - première compagnie loyale indépendante de Virginians

## Unités de cavalerie
- 1st West Virginia Volunteer Cavalry Regiment - premier régiment de cavalerie des volontaires de Virginie-Occidentale
- 2nd West Virginia Volunteer Cavalry Regiment -deuxième régiment de cavalerie des volontaires de Virginie-Occidentale
- 3rd West Virginia Volunteer Cavalry Regiment - troisième régiment de cavalerie des volontaires de Virginie-Occidentale
- 4th West Virginia Volunteer Cavalry Regiment - quatrième régiment de cavalerie des volontaires de Virginie-Occidentale
- 5th West Virginia Volunteer Cavalry Regiment - cinquième régiment de cavalerie des volontaires de Virginie-Occidentale
- 6th West Virginia Volunteer Cavalry Regiment - sixième régiment de cavalerie des volontaires de Virginie-Occidentale
- 7th West Virginia Volunteer Cavalry Regiment - septième régiment de cavalerie des volontaires de Virginie-Occidentale
- Blazer's Scouts - éclaireurs de Blazer

## Unités d'artillerie
- Batterie A, artillerie légère de Virginie-Occidentale
- Batterie B, artillerie légère de Virginie-Occidentale
- Batterie, artillerie légère de Virginie-Occidentale
- Batterie D, artillerie légère de Virginie-Occidentale
- Batterie E, artillerie légère de Virginie-Occidentale
- Batterie F, artillerie légère de Virginie-Occidentale
- Batterie G, artillerie légère de Virginie-Occidentale
- Batterie H, artillerie légère de Virginie-Occidentale